# 宮崎市立鏡洲小学校
宮崎市立鏡洲小学校（みやざきしりつ かがみずしょうがっこう）は、宮崎県宮崎市大字鏡洲にある公立の小学校。

## 概要
歴史
1875年（明治8年）創立。現校名となったのは1951年（昭和26年）。2025年（令和7年）に創立150周年を迎える。
校章
1965年（昭和40年）に校歌とともに制定。校名の頭文字である「鏡」の文字を図案化したデザインとなっている。
校歌
1965年（昭和40年）に校章とともに制定。作詞は鏡洲小学校職員、作曲は黒木義典による。歌詞は3番まであり、歌詞中に「鏡洲小」が登場する。
学校の木
クスノキ - 1990年（平成2年）に制定。
通学区域
宮崎市のうち、「大字鏡洲」。
中学校区は宮崎市立木花中学校。

## 沿革
- 1875年（明治8年） - 旧藩時代の庄屋跡に校舎として、創立（その後11年間は沿革不詳）。
- 1888年（明治21年）11月 - 新校舎が完成。
- 1889年（明治22年）5月1日 - 町村制の施行により、北那珂郡3村（隈野、鏡洲、加江田）が合併の上、「木花村」が発足。
- 1892年（明治25年）
  - 4月 - 「鏡洲尋常小学校」に改称。
  - 5月11日 - 校舎を新築。
- 1896年（明治29年）4月1日 - 郡制の施行により、北那珂郡が宮崎郡に編入される（北那珂郡が廃止される）。
- 1902年（明治35年）5月31日 - 校舎を改築の上、移転を完了（旧・宮崎市立木花中学校の敷地、宮崎市大字鏡洲2045番地）。
- 1908年（明治41年）4月 - 改正小学校令により、尋常科の修業年限（義務教育年限）が4年制から6年制に延長される。尋常科5年を新設。
- 1909年（明治42年）4月 - 尋常科6年を新設。収容児童数の増加により、校舎を増築。
- 1941年（昭和16年）4月1日 - 国民学校令施行により、「木花村鏡洲国民学校」と改称。尋常科を初等科に改める。
- 1945年（昭和20年）8月 - 校舎新築工事に着手するするも、台風により校舎が倒壊し、工事が頓挫。
- 1946年（昭和21年）7月 - 校舎新築時に着手するも、再度台風により校舎が倒壊し、工事が頓挫。
- 1947年（昭和22年）
  - 3月 - 台風で倒壊していた校舎の復旧工事が完了。
  - 4月1日 - 学制改革（六・三制の実施）により、国民学校初等科が、新制小学校「木花村立鏡洲小学校」に改組・改称。
  - 5月1日 - 木花村立木花中学校鏡洲分校が併置される。
- 1950年（昭和25年）3月 - 給食調理室が完成。
- 1951年（昭和26年）
  - 3月25日 - 宮崎市への編入により、「宮崎市立鏡洲小学校」（現校名）と改称。
  - 11月 - 図書室および映画室が完成。
- 1953年（昭和28年）9月1日 - 家一郷分校を設置（宮崎市大字鏡洲字陰之谷）。
- 1955年（昭和30年）
  - 4月 - 木花中学校鏡洲分校が宮崎市立鏡洲中学校として分離・独立。
  - 5月 - 講堂が完成。
- 1959年（昭和34年）4月 - 学校図書館が完成。
- 1964年（昭和39年）7月1日 - 家一郷分校を廃止。
- 1965年（昭和40年）
  - 3月 - 完全給食を開始。
  - 5月5日 - 校歌および校章を制定。
- 1967年（昭和42年）12月 - 校地を拡張。
- 1969年（昭和44年）3月 - 鉄骨造新校舎が完成。
- 1972年（昭和47年）9月 - プールが完成。
- 1976年（昭和51年）2月 - 体育館が完成。
- 1977年（昭和52年）3月12日 - 創立100周年記念式典を挙行。
- 1990年（平成2年）5月 - 学校の木として「クスノキ」を制定。
- 1991年（平成3年）
  - 4月1日 - 宮崎市立木花中学校への統合により、宮崎市立鏡洲中学校が閉校。
  - 8月 - 管理棟を移転。
- 2001年（平成13年）
  - 7月 - 校舎改築のため、仮設校舎が完成し、移転を完了。
  - 8月 - 旧校舎を解体。
  - 10月 - 校舎改修工事のため、運動会を宮崎市立学園木花台小学校の運動場で実施。
- 2002年（平成14年）8月 - 新校舎が完成し、移転を完了。

## 交通アクセス
最寄りの鉄道駅
- JR九州 日南線 「木花駅」

最寄りの幹線道路
- 宮崎県道27号宮崎北郷線
- 宮崎県道339号塩鶴木崎線

## 周辺
- 丸野城跡
- 丸野稲荷神社
- 鏡洲川

## 参考資料
- 「宮崎市史」（1959年（昭和34年）3月31日, 宮崎市役所）p.675～p.676（鏡洲小学校）
- 「宮崎市史 続編（上）」（1978年（昭和53年）3月, 宮崎市）p.730～p.731（鏡洲小学校）